# (716) Berkeley
(716) Berkeley es un asteroide perteneciente al cinturón de asteroides descubierto el 30 de julio de 1911 por Johann Palisa desde el observatorio de Viena, Austria.
Está nombrado por la ciudad estadounidense de Berkeley.